# Jannik Kohlbacher
Jannik Kohlbacher, né le 19 juillet 1995 à Bensheim, est un handballeur allemand évoluant au poste de pivot.
Avec l'équipe nationale d'Allemagne, il est notamment champion d'Europe 2016 et vice-champion olympique en 2024.

## Palmarès

### En équipe nationale
Ses résultats en équipe nationale sont :
Jeux olympiques
- 6e place aux Jeux olympiques de 2020
- Médaille d'argent aux Jeux olympiques de 2024 à Paris

Championnats du monde
- 9e place au Championnat du monde 2017 en France
- 4e place au Championnat du monde 2019 en Allemagne/Danemark
- 5e place au Championnat du monde 2023

Championnats d'Europe
- Médaille d'or au Championnat d'Europe 2016 en Pologne
- 9e place au Championnat d'Europe 2018 en Croatie
- 5e place au Championnat d'Europe 2020
- 4e place au Championnat d'Europe 2024

### En club
- Vainqueur de la Coupe d'Allemagne (1) : 2023
- Vainqueur de la Supercoupe d'Allemagne (1) : 2018